# Открытый чемпионат Майами по теннису 2024
Открытый чемпионат Майами по теннису 2024 года — ежегодный профессиональный теннисный турнир, в 39-й раз проводившийся в Майами на открытых хардовых кортах. Мужской турнир имеет категорию ATP Masters 1000, а женский — WTA 1000.
Соревнование продолжает мини-серию из двух турниров, основная сетка которых играется более 1 недели.
Соревнования будут проведены на кортах Хард Рок Стэдиум — с 19 марта по 31 марта 2024 года.
Прошлогодние победители:
- мужчины одиночки —  Даниил Медведев.
- женщины одиночки —  Петра Квитова.
- мужчины пары —  Сантьяго Гонсалес /  Эдуар Роже-Васслен.
- женщины пары —  Кори Гауфф /  Джессика Пегула.

## Общая информация
Мужской одиночный турнир собрал 9 теннисистов из топ-10 мирового рейтинга. Первым номером посева стал итальянец Янник Синнер. Новак Джокович отказался от участия в турнире. Призовой фонд турнира составил почти 9 миллионов долларов.
В женском одиночном турнире смогли сыграть все теннисистки из топ-10. Возглавила посев лидер мировой классификации Ига Свёнтек из Польши. Призовой фонд турнира составил почти 9 миллионов долларов.